# Panabrus
Panabrus is een geslacht van halfvleugeligen uit de familie schuimcicaden (Cercopidae). De wetenschappelijke naam van dit geslacht is voor het eerst geldig gepubliceerd in 1953 door Fennah.

## Soorten
Het geslacht Panabrus  is monotypisch en omvat slechts de volgende soort:
- Panabrus dominicanus (Distant, 1909)